# Station Pont-du-Château
Station Pont-du-Château is een spoorwegstation in de Franse gemeente Pont-du-Château.
Het station ligt op de twee lijnen van de TER (Transport express régional): Saint-Etienne - Thiers - Clermont-Ferrand en Arlanc - Ambert - Clermont-Ferrand.